# Estadio Tun Abdul Razak
El Estadio Tun Abdul Razak (Stadium Jengka) es un estadio de futbol ubicado en la ciudad de Bandar Pusat Jengka, en el estado de Pahang, Malasia. El estadio es propiedad de la Federal Land Development Authority (FELDA) y fue inaugurado en 2015, posee una capacidad para 25 000 espectadores. Fue nombrado en honor al ex primer ministro de Malasia, Tun Abdul Razak y en la actualidad es el estadio del club de fútbol FELDA United que disputa la Superliga de Malasia.
El estadio fue utilizado por primera vez en el partido final de la Piala Pengerusi Felda 2015, entre Felda Wilayah Jengka y Felda Wilayah Gua Musang.